# 苇金小蜂属
苇金小蜂属（学名：Rakosina）是金小蜂科下的一个属。

## 下属物种
本属包括以下物种：
- 扁苇金小蜂 Rakosina deplanata Boucek, 1956[2]